# Бажанів Віктор Петрович
Ві́ктор Петро́вич Бажа́нів (24 серпня 1881 — ?) — старшина Дієвої армії Української Народної Республіки.

## Біографія
Віктор Бажанів народився 24 серпня 1881 року. Закінчив Псковський кадетський корпус, у 1901 році — Миколаївське інженерне училище. Після училища служив у 12-му саперному батальйоні (Одеса). У 1913 році закінчив Миколаївську інженерну академію. По закінченні працював в управлінні будівництва Владивостоцької фортеці. Останнє звання у російській армії — підполковник.
З 4 серпня 1918 року — помічник корпусного інженера 2-го Подільського корпусу Армії Української Держави. Станом на 22 січня 1919 року — корпусний інженер 10-го дієвого корпусу Дієвої армії УНР. Подальша доля невідома.